# مديرية المفتاح

تعديل مصدري - تعديل

مديرية المفتاح إحدى مديريات محافظة حجة في اليمن. بلغ عدد سكانها 31691 نسمة عام 2004. تضم تسع عزل.
يجورها مديرية الجميمة شرقا والمحابشة غربا وكحلان الشرف شمالا وجنوبا مديرية المغربة.

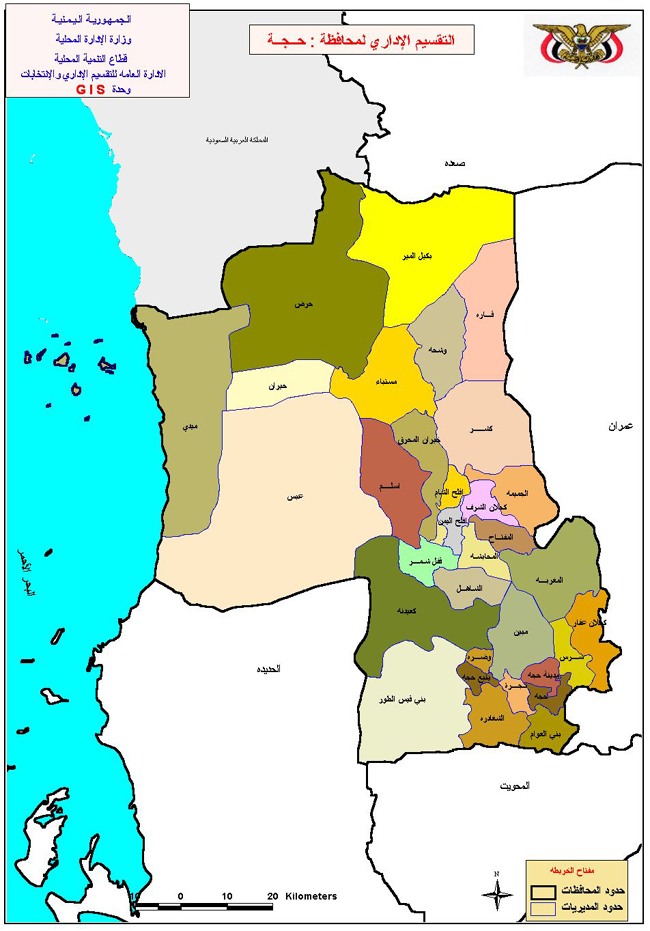
موقع مديرية المفتاح في محافظة حجة